# Odeř
Odeř (německy Edersgrün) je malá vesnice, část města Hroznětín v okrese Karlovy Vary v Karlovarském kraji. Nachází se dva kilometry západně od Hroznětína. Odeř je také název katastrálního území o rozloze 4,16 km².

## Název
Původní název Odersgrün je odvozen z osobního jména Oder (též Öder nebo Eder), které označovalo lidi žijící na poušti či samotě. V historických pramenech se jméno vsi objevuje ve tvarech: Odersgrun (1273), Odorsgrun (1459), Odersßgruen (1557), Odersgrun (1621), Edersgrun (1785) a Edersgrün (1847).

## Historie
První písemná zmínka o vesnici pochází z roku 1273.

## Obyvatelstvo
Při sčítání lidu v roce 1921 ve vsi žilo 174 obyvatel (z toho 85 mužů) německé národnosti a římskokatolického vyznání. Podle sčítání lidu z roku 1930 měla vesnice 189 obyvatel německé národnosti. Kromě jednoho člověka bez vyznání byli římskými katolíky.
| Rok            | 1869 | 1880 | 1890 | 1900 | 1910 | 1921 | 1930 | 1950 | 1961 | 1970 | 1980 | 1991 | 2001 | 2011 | 2021 |
| -------------- | ---- | ---- | ---- | ---- | ---- | ---- | ---- | ---- | ---- | ---- | ---- | ---- | ---- | ---- | ---- |
| Počet obyvatel | 135  | 178  | 180  | 185  | 194  | 174  | 189  | 82   | 96   | 89   | 72   | 86   | 70   | 83   | 87   |
| Počet domů     | 23   | 28   | 28   | 29   | 30   | 30   | 33   | 27   | 24   | 21   | 17   | 22   | 27   | 28   | 29   |

## Obecní správa
Při sčítání lidu v letech 1869–1950 Odeř byl samostatnou obcí, se kterým patřil nejprve do okresu Karlovy Vary, ale v roce 1950 v okrese Karlovy Vary-okolí. Od roku 1960 do 31. prosince 1975 byl častí obce Děpoltovice opět v okrese Karlovy Vary. Od 1. ledna 1976 je částí města Hroznětín v okrese Karlovy Vary. Poté se Děpoltovice opět osamostatnily, ale Odeř již zůstal součástí Hroznětína.

## Osobnosti
V závěru života v Odeři od roku 1925 žil a v roce 1940 zemřel básník Johann Alboth.

## Galerie

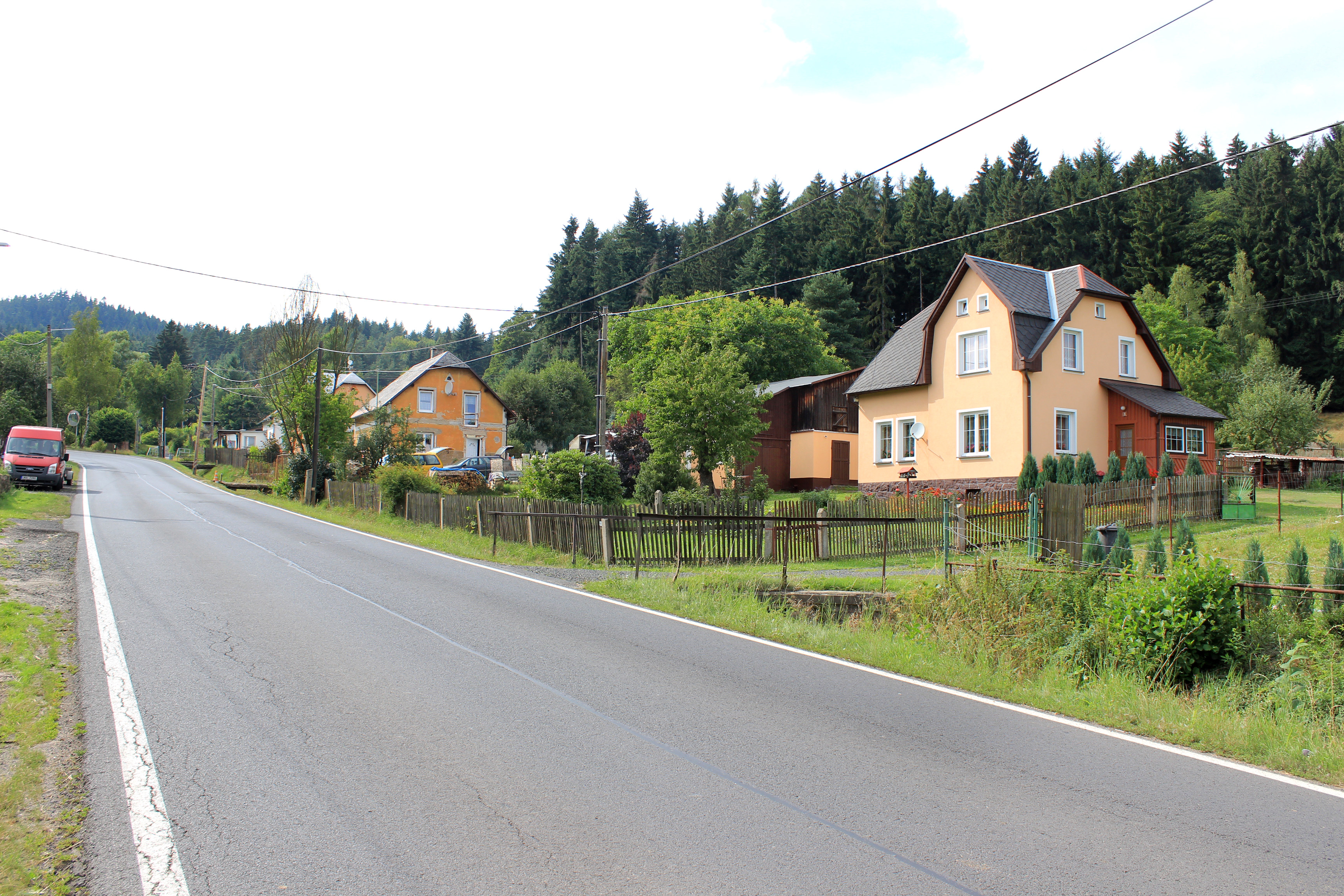
Silnice k Děpoltovicím
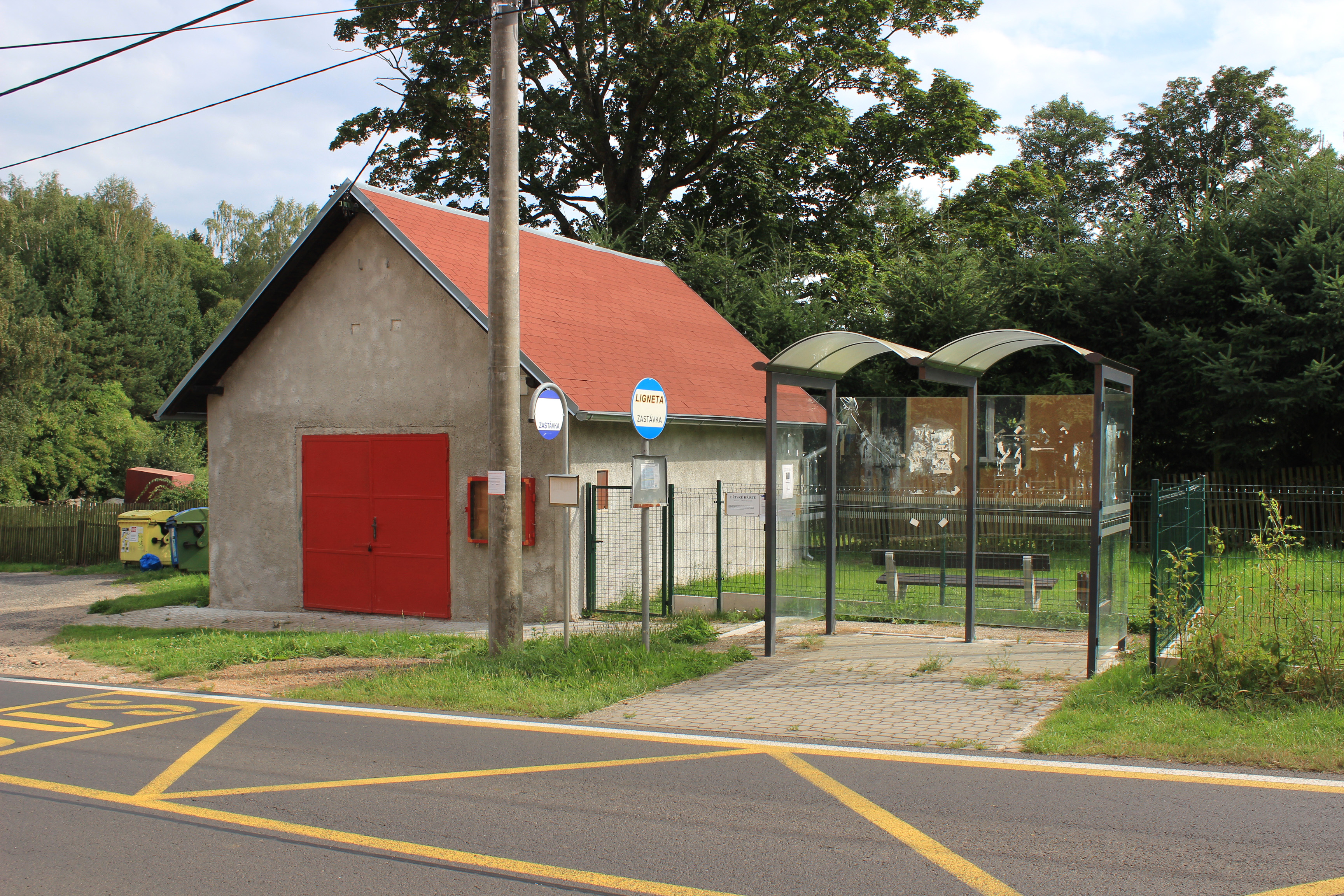
Hasičská zbrojnice a zastávka
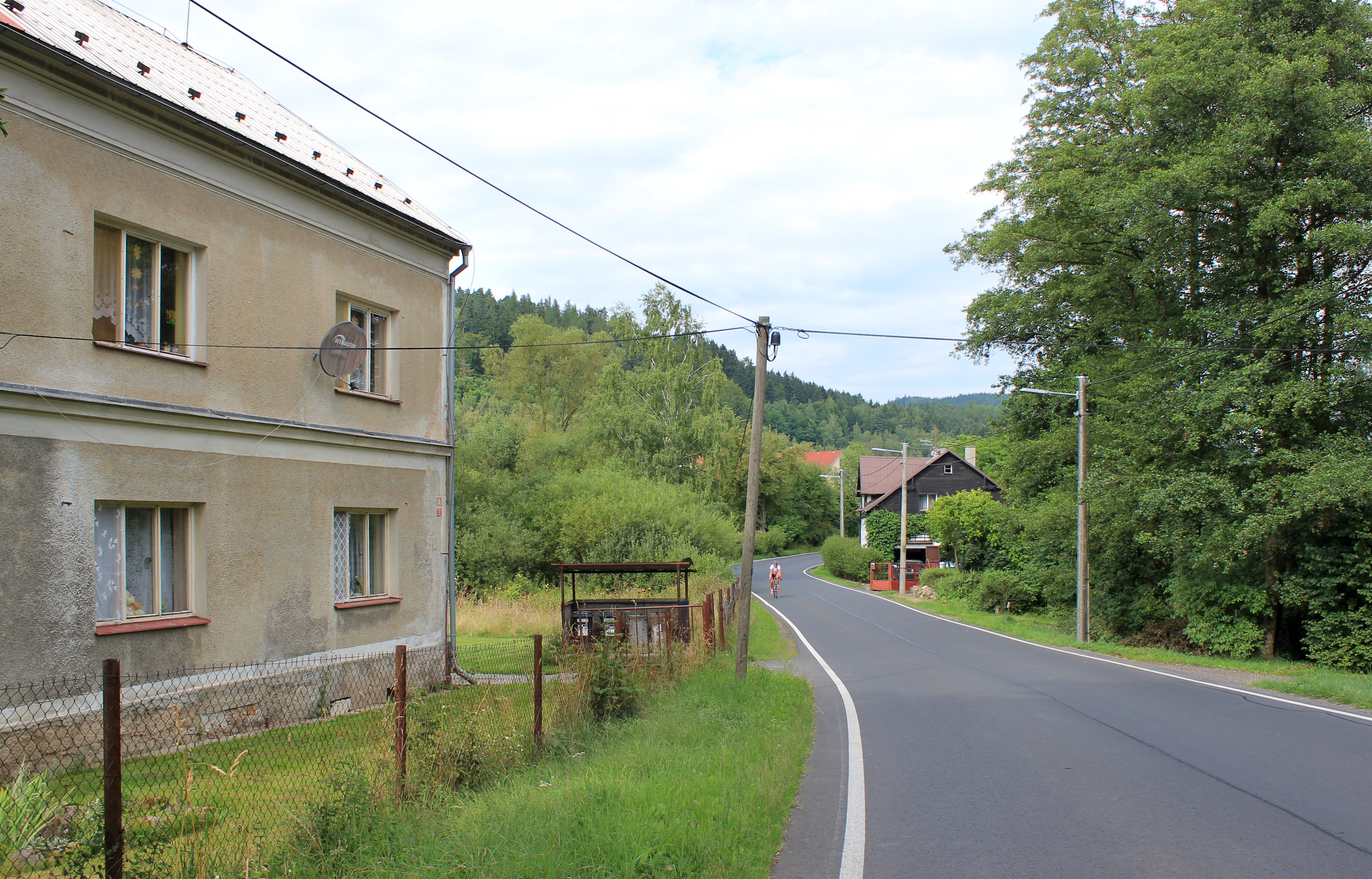
Silnice k Hroznětínu